# Catherine Tarieu de Lanaudière
Pour les articles homonymes, voir De Lanaudière.
Marie Catherine Tarieu de Lanaudière (Québec, 17 février 1767 - Saint-Jean-Port-Joli, 13 avril 1842), est dame de Port-Joly, au Canada.
Fille de Charles-François Tarieu de Lanaudière, officier de la Marine, et de Marie Catherine Le Moyne de Longueuil, elle vit d'abord à Québec, où elle épouse en 1786 Pierre-Joseph Aubert de Gaspé. À partir de 1786, après la naissance de son premier fils, Philippe, elle s’installe à Saint-Jean-Port-Joli. À la mort de son mari, en 1823, elle assume la gestion de la seigneurie de Port-Joly, dont elle s’occupe jusqu'à la fin de sa vie.  Elle est surnommée « la mère des pauvres » par les habitants de la seigneurie.